# Mike Hailwood
Stanley Michael Bailey "Mike" Hailwood MBE, född 2 april 1940 i Great Milton i Birmingham, England, död 23 mars 1981 i Birmingham, var en brittisk racerförare. Även känd som Mike the Bike.

## Racingkarriär
Mike Hailwood är mest känd för sina prestationer inom motorcykelsporten på 1960-talet, men var även en framgångsrik racerförare i början av 1970-talet och vann bland annat det europeiska formel 2-mästerskapet 1972 i en Surtees TS10. Hailwood vann sammanlagt 78 grand prix-tävlingar i olika klasser i roadracing. Han vann totalt nio VM-titlar innan han slutade 1967.
Hailwood körde även formel 1. Han debuterade i Storbritanniens Grand Prix 20 juli 1963 i en Lotus-Climax och fortsatte i formel 1 till 1965.
Han återkom i Italiens Grand Prix 1971, där han startade som sjuttonde bil och sedan körde upp till en fjärdeplats. Efter en måttlig säsong 1972 och en strulig säsong 1973 gick han över till McLaren. 1974 kraschade han våldsamt på Nürburgring och skadade benen illa, vilket såg ut att bli slutet på hans racingkarriär.
1978 gjorde dock Hailwood en enastående comeback på motorcykel och vann Tourist Trophy Formel 1 på Isle of Man med sin beryktade 900cc Ducati. Året därpå vann han Senior TT på en 500cc Suzuki. Efter det lade han av för gott. Hailwood vann utöver sina tidigare nio VM-titlar sammanlagt 14 TT-lopp.
Mike Hailwood och hans dotter Michelle dog i en bilolycka nära hemmet i Warwickshire 1981.
Hailwood blev för sina insatser invald i International Motorsports Hall of Fame 2001.

## F1-karriär
| Säsong | Stall/Tillverkare                        | Poäng | Placering |
| ------ | ---------------------------------------- | ----- | --------- |
| 1963   | Reg Parnell (Lotus-Climax) (Lola-Climax) | 0     | –         |
| 1964   | Reg Parnell (Lotus-BRM)                  | 1     | 19        |
| 1965   | Reg Parnell (Lotus-BRM)                  | 0     | –         |
| 1971   | Surtees-Ford                             | 3     | 20        |
| 1972   | Surtees-Ford                             | 13    | 8         |
| 1973   | Surtees-Ford                             | 0     | –         |
| 1974   | McLaren-Ford                             | 12    | 10        |

| 1. Italien 1972 | 1. Sydafrika 1974 | 1. Sydafrika 1972 |

| 1. Isle of Man 1961 2. Italien 1961 3. Holland 1962 4. Belgien 1962 5. Nordirland 1962 6. Italien 1962 7. Finland 1962 8. Isle of Man 1963 9. Belgien 1963 10. Nordirland 1963 11. Östtyskland 1963 12. Finland 1963 13. Italien 1963 14. Argentina 1963 15. USA 1964 16. Isle of Man 1964 17. Holland 1964 18. Belgien 1964 19. Västtyskland 1964 20. Östtyskland 1964 21. Italien 1964 22. USA 1965 23. Västtyskland 1965 24. Isle of Man 1965 25. Holland 1965 26. Belgien 1965 27. Östtyskland 1965 28. Tjeckoslovakien 1965 29. Italien 1965 30. Tjeckoslovakien 1966 31. Nordirland 1966 32. Isle of Man 1966 33. Isle of Man 1967 34. Holland 1967 35. Tjeckoslovakien 1967 36. Nordirland 1967 37. Kanada 1967 |

| 1. Isle of Man 1962 2. Östtyskland 1963 3. Finland 1963 4. Japan 1965 5. Västtyskland 1966 6. Frankrike 1966 7. Holland 1966 8. Tjeckoslovakien 1966 9. Finland 1966 10. Nordirland 1966 11. Västtyskland 1967 12. Isle of Man 1967 13. Holland 1967 14. Östtyskland 1967 15. Tjeckoslovakien 1967 16. Japan 1967 |

| 1. Isle of Man 1961 2. Holland 1961 3. Östtyskland 1961 4. Sverige 1961 5. Östtyskland 1963 6. Japan 1964 7. Japan 1965 8. Spanien 1966 9. Västtyskland 1966 10. Frankrike 1966 11. Holland 1966 12. Belgien 1966 13. Östtyskland 1966 14. Tjeckoslovakien 1966 15. Finland 1966 16. Isle of Man 1966 17. Italien 1966 18. Västtyskland 1967 19. Isle of Man 1967 20. Holland 1967 21. Östtyskland 1967 22. Tjeckoslovakien 1967 23. Japan 1967 |

## Segrar 125GP
1. Nordirland 1959
2. Isle of Man 1961